# Pablo McNeil
Pablo McNeil (* 12. September 1939; † 4. Juli 2011 in Falmouth) war ein jamaikanischer Sprinter.
Bei den Olympischen Spielen 1964 in Tokio erreichte er über 100 m das Halbfinale und wurde in der 4-mal-100-Meter-Staffel Vierter.
1966 gewann er bei den British Empire and Commonwealth Games in Kingston Silber mit der jamaikanischen 4-mal-110-Yards-Stafette. Über 100 Yards und 220 Yards schied er im Viertelfinale aus.
Bei den Olympischen Spielen 1968 kam er über 100 m nicht über die erste Runde hinaus.
Er entdeckte und trainierte Usain Bolt während dessen Schulzeit.

## Persönliche Bestzeiten
- 100 Yards: 9,4 s, 8. Mai 1965, Fresno
- 100 m: 10,54 s, 14. Oktober 1964, Tokio